# Сама
Сама(пол. Sama, Samica) — річка в Польщі, у Шамотульському повіті Великопольського воєводства. Ліва притока Варти (басейн Балтійського моря).

## Опис
Довжина річки 40,02 км, висота витоку над рівнем моря — 90 м, висота гирла над рівнем моря — 42,5 м, найкоротша відстань між витоком і гирлом — 32 км, коефіцієнт звивистості річки — 1,25. Площа басейну водозбору 395 км².

## Розташування
Річка витікає з озера Лусовського біля села Лусувко. Тече переважно на північний захід через місто Шамотули і у місті Обжицько впадає у річку Варту, праву притоку Одри.
Притоки: Канал Битинський (пол. Kanał Bytyński) (ліва).
Населені пункти вздовж берегової смуги: Яковиче, Кажмєж, Мішково, Грабовець, Кобильнікі.

## Див.також
- Самчик

## Цікаві факти
- На правому березі річки між селами Рум'янек та Старе розташований екологічний парк відпочинку «Долина Сами».[1]